# Skarrild
Skarrild er en landsby i Midtjylland med 312 indbyggere  (2025), beliggende ved Skjern Å og Lustrup Bæk i Skarrild Sogn. Landsbyen hører til Herning Kommune og ligger i Region Midtjylland.
Skarrild Kirke er opført omkring 1150-tallet og ligger med udsigt over Skjern Ådal.
I byen ligger den lille kommunale skole, Skarrild skole. På skolen går 59 (2024) elever fordelt på syv klassetrin (0.-6. kl). Derudover har Skarrild en daginstitution ved navn Kaldalen Arkiveret 21. august 2019 hos  Wayback Machine, der huser både vuggestue, børnehave og fritidshjem.
Skarrild ligger ca. 22 kilometer syd for Herning, 17 kilometer vest for Brande, 16 kilometer nord for Sønder Omme og otte kilometer sydøst for Kibæk.

## Navnet
Navnet Skarrild har gennem tiderne ændret sig fra skareld (ca 1325), Skarill (1425), Skarylt (1553) Scharildth Bye (1683) og i 1844 Skarrild Bye. Forleddet er antagelig en afledning af navneordet skar = "skår", altså en nedskæring i terrænet. Efterleddet -ild menes at være en afledning af suffikset ald, som er vanskeligt at afgrænse med sikkerhed.

## Historie
Skarrild landsby talte i 1682 blot fire gårde med 138,1 tdr dyrket land skyldsat til 13,20 tdr hartkorn. Dyrkningsformen var græsmarksbrug uden tægter. Gårdene lå ikke samlede men enkeltvis langs vandløbene.
En samlet bymæssig bebyggelse udvikledes først fra midten af 1800-tallet. Allerede på daværende tidspunkt fandtes kirke, præstegård, skole, fattighus, jordemoder og vandmølle. I begyndelsen af 1900-tallet havde landsbyen opnået følgende tjenester: kirke, præstegård, missionshus, kro, jordemoder, vandmølle, smedie, skole, telefonstation og mejeri. En række ejendomme udstykkedes langs landevejen nordpå, og der opstod efterhånden en bymæssig bebyggelse i vejkrydset mellem den øst-vestgående hovedvej (øst mod Sønder Felding og Skjern, vest mod Arnborg) og de nord- (til Assing og Kibæk) og sydgående (til Sønder Omme) biveje.
Egentlige sideveje anlagdes først i 1960'erne og senere.
I 1871-1872 anlagdes Skjern Å Nørrekanal af Hedeselskabet.

## Kultur
I Skarrild ligger to museer: Det lokalhistoriske museum Skarrild-Karstoft Museum og købmandsmuseet Skarrild Købmandsgård.
Hvert år opføres en stor dilettantmusicalopsætningaf byens teatergruppe SMUK teater, der tiltrækker op mod 1000 tilskuere.
I området er findes seværdigheder, såsom Akvædukten, Tjæreovnene, Dalgaskanalen/Skjern Å Nørrekanal og Laksen (Land art).
Skarrild Kirke er opført omkring 1150-tallet og ligger med udsigt over Skjern Ådal. Den blev renoveret i 2017. På kirkegården finder man flyvergraven, hvor syv allierede piloter blev begravet i 1944. 
Siden 2014 har Skarrild haft en årlig markedsdag, Skarrild Marked, ligesom der også hvert år holdes en byfest.

## Naturen omkring Skarrild
Skarrild er beliggende ved Skjern Å, hvilket naturligt påvirker området. Ådalen har formet landskabet, og den vandrige å sikrer frodigheden, der blandt andet giver sig udtryk i områder med eng, mose og overdrev. Nord for Skarrild udspringer Lustrup Bæk, som løber gennem byen og ned i Skjern Å.
Ved gården Højkilde findes en helligkilde , som er åben for offentligheden.
Tæt ved præstegården kan man finde skilte, som fører hen til Skarrild Møllesø. Her kan man nyde udsigten eller fortsætte ind i det, der af de lokale kaldes "Præsteskoven". Dette er et større fredskovområde, som tilhører Skarrild Sogns Menighedsråd. Her er opsat bænke og afmærket stisystem.
Endelig er Skarrildhus (tidl. navngivet Clasonsborg) placeret tæt på byen. Skarrildhus har et større park- og skovområde .

## Turisme
For at sikre bedst mulig information til turisterne, er der oprettet Skarrild Turistkontor på Kirkepladsen 1, hvor der kan findes materiale til ture og aktiviteter i lokalområdet. Der er en lang række overnatningsmuligheder, lige fra Skarrildhus' hotelværelser over Bed & Breakfast på Højkilde til overnatning i shelters ved Skjern Å.
Der findes en turistside om Skarrild, hvor områdets oplevelser er listet op og oversat til fem forskellige sprog. 

## Foreningsliv
Byen er rig på foreninger. Herunder nævnes nogle stykker:
- Skarrild Borgerforening, der arrangerer lokale begivenheder, tager sig af lokalpolitiske anliggender og meget mere.
- Skarrild Idrætsforening, der organiserer såvel ungdomsfodbold, gymnastik, badminton, skydning og billard i byen.
- Kulturisten, der arrangerer kulturelle oplevelser.
- Skarrild-Karstoft Jagtforening, der er en forening under Danmarks Jægerforbund.
- Skarrild-Karstoft Museum og Lokalarkiv, der sørger for driften og udviklingen af byens museum og lokalarkiv.
- Skarrild-Karstoft Pensionistforening, der arrangerer udflugter og andre arrangementer for seniorer.
- Skarrild Cykelklub, der arrangerer motionscykelture i det fri.[8]

## Årets Borger i Skarrild siden 1995
Hvert år kårer Skarrild Borgerforening "Årets Skarrild-Borger"'. Nedenfor kan du se, hvem der har vundet gennem årene.
| År   | Årets Borger                   | Begrundelse |
| ---- | ------------------------------ | --- |
| 1995 | Kurt B. Madsen                 | Den mangeårige indsats som fællesformand for Skytte- Gymnastik og Idrætsforeningen. Desuden koordinator og bagmand bag Skarrilds byfest. |
| 1996 | Ebba Olsen                     | - |
| 1997 | Gerda Madsen                   | - |
| 1998 | Kurt E. Larsen                 | - |
| 1999 | Per B. Nielsen                 | - |
| 2000 | Eva & Søren Toksvig            | Det store engagement i byen, f.eks. afholdelse af den årlige fastelavnsfest, initiativtagere bag Ungdomsklubben, arbejde i Idrætsklub og Vandværket og ikke mindst arbejdet med pengeyngel til det kommende aktivitetshus. |
| 2001 | Kristian Bundgaard             | Den store indsats for Skarrild og borgerne i byen, ikke mindst gennem 16 år som kommunalbestyrelsesmedlem. |
| 2002 | Verner Andersen                | Mange års aktivitet i Idrætsforeningen, Skytteforeningen og museet, samt indsatsen for at få 5. maj arrangementet op at stå - og ende som en kæmpe succes. |
| 2003 | Erik Degn & Henrik Kjærgaard   | - |
| 2004 | Gerda Abildgaard & Per Nielsen | Engagementet i etablering af hyttebyen, deltagelse i arbejdet med kulturhusets bestyrelse og Borgerforeningens bestyrelse. |
| 2005 | Svend Erik Rasmussen           | Den konstante aktivitet i f.eks. Idrætsforeningens Støtteklub, Skolebestyrelsen og som træner for fodbolddrengene - og for altid at sige ja til både de mindste og de største opgaver, når der er behov for hjælp. |
| 2006 | Inge-Lisbeth Meiner            | Den store indsats med kor i Skarrild, såvel børne- som voksenkor. Desuden indsatsen i Skolebestyrelsen. |
| 2007 | Jens Bundgaard                 | Arbejdet med oprettelse af lokalråd og ikke mindst det store arbejde med turisme og med Skjern Å Nationalpark-projektet. Grundet iderigdom og viljen og evnen til at gå forrest. |
| 2008 | Arne Jørgensen                 | Begrundet i det store arbejde i årevis med dilettantforestillingen i Skarrild - helt op på et niveau, hvor det næsten ikke er dilettant længere. |
| 2009 | Gunnar Gasbjerg                | For arbejdet - og ideen - bag skabelsen af Skarrild-Karstoft Landsbycenter, smat for arbejdet med at fastholde Skarrild Skoles positive udvikling. |
| 2010 | Per Odd Dalen Pedersen         | For opbygningen af et Købmandsmuseum i den gamle købmandsgård. For at være arbejdssom, initiativrig, kreativ og selvstændig. |
| 2011 | Arne Hansen                    | For en til stadighed uselvisk indsats i stort set alle foreninger og sammenhænge i Skarrild gennem mere end 40 år. |
| 2012 | Pia Trab Worm                  | For med stort engagement og ildhu at have bidraget til næsten alle dele af Skarrilds foreningsliv samt for at have sat Skarrild på landkortet igennem Børneteaterfestival, 5. maj og meget andet. |
| 2013 | Gitte Pedersen                 | For sit mangeårige arbejde i Skarrild IFs gymnastikforening og for at deltage i planlægning og udførelse af en lang række arrangementer som f.eks. Skarrild Kræmmermarked, Byfesten og fællesspisning. |
| 2014 | Poul Daniel Kæseler            | |
| 2015 | Jette Steffensen               | For sit arbejde som købmand i Skarrild, sit smil, gode humør og den aldrig svigtende lyst til at medvirke til at udvikle Skarrild og byens foreninger. |
| 2016 | Jan Balle Strand               | |
| 2017 | Jørn Kolster                   | |
| 2018 | Torben Pedersen                | I en by som Skarrild er der brug for frivillige ildsjæle, der engagerer sig, også med de praktiske opgaver, der bliver lagt ud til vores byer. Årets borger er altid klar til at hjælpe, når disse opgaver skal udføres. Han er altid rolig og venlig. Årets borger hjælper til ved julemessen, kræmmermarked, rundkørslen og torvet. Listen er lang, og vi i borgerforeningen drager også stor nytte af hjælpen. Så tillykke til Torben Tømrer, som borgerne i Skarrild har kåret som Årets Borger 2018. |
| 2019 | Inga Studsgaard                | For mange års frivillig arbejde ved byens arrangementer samt for sit virke som byen dagplejer i byen. |
| 2020 | Ingrid Pedersen                | |